# Абхайягири
Абхайягири — монастырский центр буддийской школы тхеравада, построенный в Анурадхапуре, тогдашней столице Цейлона, царём Ваттагамини Абхайя (правил в 29—17 гг. до н. э.). Первоначально был объединён с расположенной рядом Махавихарой («Великим монастырём»), но вскоре отделился в результате разногласий по поводу отношений между монахами и мирской общиной и использования сочинений на санскрите в качестве дополнения к священным текстам на пали. Приобрёл богатство и власть под покровительством Гаджабаху I (113—135 гг. н. э.) и процветал, пока в XIII в. Анурадхапура не была заброшена. Две из основных общин действовали в XVI в.